# Манбай
Манбай (каз. Маңбай) — озеро в Фёдоровском районе Костанайской области Казахстана. Находится в 10 км к юго-западу от посёлка Костычевка.
По данным топографической съёмки, площадь поверхности озера составляет 2,73 км². Наибольшая длина озера — 2 км, наибольшая ширина — 1,5 км. Длина береговой линии составляет 8,7 км, развитие береговой линии — 1,48. Озеро расположено на высоте 203,3 м над уровнем моря.